# Mentalidade colonial
Mentalidade colonial é a atitude internalizada de inferioridade étnica ou cultural sentida pelas pessoas como resultado da colonização, ou seja, das pessoas que foram historicamente colonizadas por outros. Ela se corresponde com a crença que os valores culturais do colonizador são inerentemente superiores aos seus próprios. O termo tem sido usado por estudiosos do pós-colonialismo para discutir os efeitos transgeneracionais do colonialismo presentes nas ex-colônias após a descolonização.É comumente usado como um conceito operacional para enquadrar a dominação ideológica nas experiências coloniais históricas. Na psicologia a mentalidade colonial tem sido usada para explicar casos de depressão coletiva, ansiedade e outros problemas generalizados de saúde mental em populações que sofreram colonização. As notáveis influências do Marxismo no conceito pós-colonial de mentalidade colonial incluem Frantz Fanon, que trabalha sobre a fratura da psique colonial através da dominação cultural ocidental, bem como o conceito de hegemonia cultural desenvolvido pelo fundador do Partido Comunista Italiano, Antonio Gramsci.

## Influências do marxismo

### Frantz Fanon
Os escritos marxistas de Frantz Fanon sobre imperialismo, racismo e lutas descolonizadoras influenciaram as discussões pós-coloniais sobre a internalização do preconceito colonial. Fanon abordou pela primeira vez o problema do que ele chamou de "alienação colonial da pessoa" como uma questão de saúde mental através da análise psiquiátrica.
Em Os Condenados da Terra (Les Damnés de la Terre, na edição original), publicado em 1961, Fanon usou a psiquiatria para analisar como acolonização francesa e a carnificina da Guerra da Argélia afetaram mentalmente a autoidentidade e a saúde mental dos argelinos.O livro argumenta que durante o período da colonização houve uma patologia mental sutil e constante que se desenvolveu dentro da psique colonial. Fanon argumentou que a psique colonial é fraturada pela falta de homogeneidade mental e material como resultado da pressão do poder colonial cultura ocidental sobre a população colonizada, apesar das diferenças materiais existentes entre eles.
Aqui Fanon expande os entendimentos marxistas tradicionais de materialismo histórico para explorar como a dissonância entre existência material e cultura funciona para transformar o povo colonizado através dos moldes da burguesia ocidental. Isso significava que o nativo argelino passou a ver sua própria cultura e identidade tradicionais através das lentes do preconceito colonial. Fanon observou que os argelinos médios internalizavam e depois repetiam abertamente comentários que estavam de acordo com a cultura racista institucionalizada dos colonizadores franceses; descartando sua própria cultura como atrasada devido à internalização das ideologias coloniais ocidentais.
De acordo com Fanon, isso resulta em um conflito existencial desestabilizador dentro da cultura colonizada:

No Ocidente, o círculo familiar, os efeitos da educação e o relativamente alto padrão de vida da classe trabalhadora oferecem uma proteção mais ou menos eficiente contra a ação nociva desses passatempos, mas em um país africano, onde o desenvolvimento mental é desigual, onde a colisão violenta de dois mundos abalou consideravelmente antigas tradições e jogou o universo das percepções fora de foco, a impressionabilidade e a sensibilidade do jovem africano estão à mercê dos vários ataques feitos sobre eles pela própria natureza da cultura ocidental”.